# 西部開拓史
《平西誌》（英語：How the West Was Won）是一部1963年的史詩型式西部片。時間設定為1839年至1889年。情節是拓荒者普萊史考特一家人四代的故事，旁及各相關人事物；從中呈現半個世紀的美國西部歷史。此片氣勢雄渾壯闊，編劇、取景、攝影、配樂、音效、導演、演員陣容，各方面俱臻上乘水準。
全片包括5個部分：《急流》、《平原》、《非法之徒》，由亨利·海瑟威執導；《南北戰爭》由約翰·福特導演；《鐵路》由喬治·馬歇爾執導。列名主要演員多達24位，包括亨利·方達、葛雷哥萊·畢克、詹姆斯·史都華、約翰·韋恩等，可以說已囊括當時所有演過西部片的大牌男星；其他演員也幾乎都是當代著名影片的主角或重要配角；始終未曾現身的史賓塞·屈賽擔任全片旁白。

## 劇情

### 急流 (1830年代)
1810年代到1840年代之間，美國西部活躍著早期的白人探險家兼拓荒者，被稱為「山人」（Mountain man）。他們在原始的西部山林中，流浪、冒險、打獵、熟諳印第安人語言文化，並與之和平共處。
萊納斯·羅林（詹姆斯·史都華）是一位浪跡天涯的山人，在想要泛舟回城市作毛皮交易時，遇見了從紐約州出發、沿著五大湖，走水路向西移民的齊伯倫·普萊史考特（卡爾·馬登）與妻子瑞貝嘉（艾格妮絲·摩爾海）一家人，受到他們的熱心款待、並留宿在附近。萊納斯與普萊史考特家的大女兒伊芙（卡洛·貝克）互相吸引，不過他還沒有成家的準備。儘管萊納斯已經提醒過伊芙，當伊芙在第二天早晨，發現他已先行離開時，仍感到失落、卻又帶著還可能與他再見的希望。
萊納斯繼續前行，來到傑伯·霍金斯（華德·柏尼納）開的酒吧及旅社，其實這是個強盜窩。他誤中暗算，幸而大難未死，又逃脫出來，剛好看到傑伯·霍金斯一夥人又在洗劫也光顧黑店的普萊史考特一家。萊納斯幫助普萊史考特家──以粗暴的蠻荒西部正義──消滅了強盜夥。他和伊芙第二次見面，然而這次對她明言：自己不會停止流浪冒險，變成農夫或丈夫。兩人黯然分手。

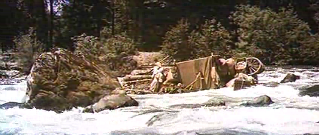
普萊史考特家誤入急流。

普萊史考特全家繼續沿著河流西行，可是走岔了河道，誤入急流、並掉進瀑布之中。齊伯倫夫婦不幸罹難，生還的伊芙和她的妹妹莉莉絲（黛比·雷諾）傷心的埋葬父母，卻看到萊納斯這次主動回來了，他發現自己已經不能沒有伊芙。伊芙矢志要繼承父母開闢一座農場的願望，萊納斯不但娶了伊芙，並且願意安定下來助她完成心願，他們定居在俄亥俄州境內。莉莉絲並不喜歡農場生活，她告別了姊姊、姊夫，搭上了西行的蒸氣船。

### 平原 (1850年代)
在1846年至1848年的美墨戰爭，美國贏得了大片的領土，其中富庶的上加利福尼亞於1850年正式建州。從1848年開始，在加利福尼亞發現金礦的驚呼聲，迅速傳遍海內外。篷車隊一隊隊的西行，虔誠宗教信仰的家庭，想要在奧勒岡州或華盛頓州擁有自己的農莊；龍蛇混雜的投機、冒險份子，則渴望在加利福尼亞州一夕致富。
莉莉絲本來停留在密蘇里州的聖路易。這座城市，因為是通往廣大西部的門戶所在而繁華。她藉著歌唱和舞蹈才藝在此作秀為生。有一位被她拒絕的年老追求者去世，因沒有親人，就把加州一座金礦區遺留給她。她與同伴艾嘉莎·克萊葛（瑟爾瑪·麗特），加入了由羅傑·摩根（羅伯·普萊斯敦）帶領的篷車隊。職業賭徒克里夫·范維林（葛雷哥萊·畢克），看中莉莉絲可能會繼承的大筆遺產，而且為了躲賭債，也加入了篷車隊，並且一路糾纏不休，莉莉絲識破他的意圖而不予理會。

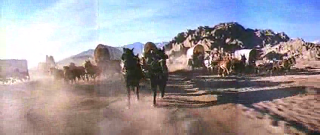
篷車隊與夏安族印第安人的平原追逐戰。

在一次篷車隊與夏安族印第安人，在廣袤平原的追逐戰後，克里夫終於以他的身手，證明自己不是繡花枕頭，而得到莉莉絲的青睞。可是當他們到達加州，發現那個礦區已經開採罄盡，兩人在淘金夢碎後不久分手。莉莉絲重拾舊業，繼續當歌舞藝人。克里夫還是個賭徒，他這時牌風甚順、頗走財運，可是在與莉莉絲分手後，才發現自己對她的喜愛，已經不能用金錢來衡量。當克里夫在豪華郵輪上，又遇見在演唱的莉莉絲，他不再猶豫、向她求婚。他們定居在迅速發展的舊金山，投身於前景無限的鐵路業。

### 南北戰爭 (1861年~1865年)
1860年，亞伯拉罕·林肯（雷蒙·馬塞）當選總統。1861年，南方各州相繼脫離聯邦，另組美利堅聯盟國，南北戰爭爆發。
伊芙和萊納斯成婚已二十多年，有一座完備的農場，兩個兒子也長大成人，其中長子取名為齊伯（齊伯倫的暱稱）。當內戰爆發，伊芙的丈夫萊納斯與長子齊伯（喬治·比柏）都成為聯邦軍俄亥俄州志願軍的軍官及士兵。1862年的田納西州、血腥的夏羅之役，雖然以北軍獲勝告終，而且北軍後來在西線戰場取得節節勝利，但此役雙方都死傷枕藉；萊納斯不幸陣亡；齊伯發現慘烈的戰爭，可不是自己想像中的闖蕩冒險；他遇見了一名南軍士兵，與他也有相同的感想，他們不但沒有打鬥，還商量著想一起逃走。

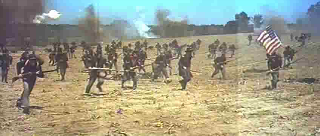
南北戰爭。

他們無意中窺見北軍在西羅之役的主帥尤里西斯·格蘭特少將、及其麾下的威廉·謝爾曼准將（約翰·韋恩）正在議事。想要逃離戰場的南軍士兵，這時又忍不住要舉槍暗殺兩名北軍將軍。齊伯別無選擇，只得殺了他的新朋友，打消逃兵的念頭。
1865年，內戰結束，隨著凱旋軍隊歸鄉的齊伯，回家最先見到的卻是父母的墳墓，因為伊芙已經因為失去丈夫而鬱鬱以終。兄弟倆懷念著父母；齊伯的弟弟像母親，對經營農場有興趣也有天份；然而齊伯像他的父親，後來變成藝高膽大的冒險家。齊伯把全部農場都讓給他弟弟，自己加入了正規軍的騎兵隊，繼續向西部闖蕩。

### 鐵路 (1860年代)
1861年至1862年之間，勇敢的驛馬快遞騎士，創造了通訊史上的奇蹟。他們不論天候，每天各自由東向西、由西向東飛馳。為減輕負重，不能武裝的他們，穿越高山、沙漠、印第安人，白人強盜，從聖路易到沙加緬度2000多公里的路程，僅需約10天的時間。1862年，橫貫大陸電報線架設完成。在1869年第一橫貫大陸鐵路全線通車前；互相競爭的中央太平洋鐵路和聯邦太平洋鐵路，各自由西向東、由東向西修築。他們競相鋪設更多的哩數。這場競賽的獎品是土地，這些總有一天會價值數百萬美元的土地。
陸軍騎兵隊的軍官齊伯，負責保護鐵路公司人員的安全，以及與當地蘇族印第安人的協調。在那裡，他巧遇父親萊納斯的老朋友傑斯羅·斯圖亞特（亨利·方達）。傑斯羅也很快的與故人之子熟絡起來，他此時是被雇用的野牛獵人，以解決鐵路公司的民生問題。在傑斯羅的通譯下，齊伯及印第安酋長達成了和約。但是鐵路公司主管麥克·金（理查·威麥）毀約擅改路線，鐵路載來的大批移民，嚴重威脅到印第安人。印第安人不再信任齊伯，他們驅趕大群美洲野牛，損壞鐵路公司設施並造成傷亡。

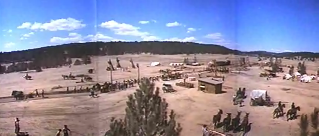
第一橫貫大陸鐵路。

齊伯對麥克·金為了鋪設更多鐵路，不顧信義、草菅人命、一意孤行的作風，感到心灰意冷、憤而辭職。傑斯羅則早先預料到這種結果，因為不想親見，已經辭職退隱。齊伯去拜訪了傑斯羅，但他們的觀念不同；傑斯羅受印第安人影響，厭惡文明建設、大量移民來破壞自然景觀；齊伯雖然一度對部分人性感到失望，可是他認為人終究還是屬於自己的同類。他並未一起憤世隱居。在辭別了傑斯羅後，齊伯重新走入人群，繼續他的歷險人生。

### 非法之徒 (1880年代)
1870年代至1880年代之間，隨著西部人口的聚集，各種衝突隨之產生。牛仔與自耕農因為土地而糾紛；興起的市鎮滋長了幫派匪徒。道理掌握在那些槍拔得快、射得準的人手裡。越來越多民眾要求法律秩序的建立。
在舊金山、淘金或鐵路業致富者聚居的豪宅區，克里夫後來成為鐵路業企業家，此時剛去世。他與莉莉絲三次聚財、散財。年屆古稀的莉莉絲，拍賣大部分的家產償債。沒有子女的她，準備到亞利桑那州一處農莊退隱。她的外甥，年近半百的齊伯，在德克薩斯州官拜警長。歷職軍警的齊伯，現在也覺得到了可以過安定生活的時候。他已有妻子和三名子女，孩子分別取名叫伊芙、萊納斯、普萊史考特，一起過來同莉莉絲相聚。

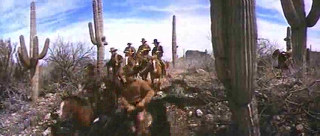
匪幫搶劫運金火車。

他們前往農莊的路途上，歇宿在一個產金的市鎮。在那裡，齊伯卻發現以前曾被自己逮捕又出獄的歹徒查理·甘（伊萊·沃勒克）及其匪幫也到了鎮上來有所圖謀，而且正好就是有運金的火車要從那裡開走。齊伯在當地警長陸·拉姆齊（李·考伯）及副警長的幫助之下，在奔馳火車上發生一場槍戰。如同半個世紀前，傑伯·霍金斯的強盜夥一樣，查理·甘等匪幫，再次對另一位羅林聞風喪膽。
齊伯和陸等人，終於以現行犯拒捕為由，將全部劫匪除滅。莉莉絲與羅林一家人，相偕前往亞利桑那州的農莊，展開他們的新生活。

## 主要人物
| 演員              | 角色                                 | 劇中身份                                               |
| ----------------- | ------------------------------------ | ------------------------------------------------------ |
| 詹姆斯·史都華     | 萊納斯·羅林 Linus Rawlings           | 山人、農場主人、北軍軍官                               |
| 卡爾·馬登         | 齊伯倫·普萊史考特 Zebulon Prescott   | 拓荒者家庭                                             |
| 阿格尼絲·穆爾黑德 | 瑞貝嘉·普萊史考特 Rebecca Prescott   | 拓荒者家庭                                             |
| 卡萝尔·贝克       | 伊芙·普萊史考特 Eve Prescott         | 拓荒者家庭、農場女主人                                 |
| 黛比·雷諾         | 莉莉絲·普萊史考特 Lilith Prescott    | 拓荒者家庭、藝人、篷車隊成員、淘金客、鐵路業企業家夫人 |
| 沃爾特·布倫南     | 傑伯·霍金斯 Jeb Hawkins              | 強盜                                                   |
| 葛雷哥萊·畢克     | 克里夫·范維林 Cleve Van Valen          | 賭徒、篷車隊成員、淘金客、鐵路業企業家                 |
| 羅伯特·普雷斯頓   | 羅傑·摩根 Roger Morgan               | 篷車隊領隊                                             |
| 特爾瑪·里特       | 艾嘉莎·克萊葛 Agatha Clegg           | 篷車隊成員                                             |
| 雷蒙德·馬西       | 亞伯拉罕·林肯 Abraham Lincoln        | 總統                                                   |
| 喬治·佩帕德       | 齊伯·羅林 Zeb Rawlings               | 北軍士兵、騎兵隊軍官、警長                             |
| 亨利·摩根         | 尤里西斯·格蘭特 Ulysses S. Grant     | 北軍主將                                               |
| 約翰·韋恩         | 威廉·謝爾曼 William Tecumseh Sherman | 北軍將軍                                               |
| 亨利·方達         | 傑斯羅·斯圖亞特 Jethro Stuart        | 山人、鐵路公司雇員、野牛獵人                           |
| 理查德·威德马克   | 麥克·金 Mike King                    | 鐵路公司主管                                           |
| 伊萊·沃勒克       | 查理·甘 Charlie Gant                 | 搶匪                                                   |
| 李·J·柯布         | 陸·拉姆齊 Lou Ramsey                 | 警長                                                   |
| 史賓塞·屈賽       | 旁白                                 | 旁白                                                   |

## 製片

### 攝影及音樂
《平西誌》最大的特色是使用新藝拉瑪體的拍攝方法；三機放映的影像，完美銜接在三個銀幕，幾乎涵蓋了人類雙眼的自然視野，會帶給觀眾身歷其境的感覺；加上電影本身壯麗的自然風光與劇情場面，的確是一場高度的視覺盛宴。此片被公認是用新藝拉瑪體攝映的最佳代表作。
在長達162分鐘的史詩巨構中，除了隨劇情起伏，迭宕多姿的情節配樂以外，有主旋律、主題曲，還有開頭的序曲、中場休息的幕間音樂、以及結束的出場樂。這部影片的原創音樂，由亞弗列德·紐曼主導、肯·達比輔助。兩人的奧斯卡得獎數分別高達九次和三次，俱是電影史上著名的作曲家。

### 取景及大場面
《平西誌》瑰麗奇偉的各地風景，包括美國西部北部南達科他州的多處國家森林、及其中的溪流、湖泊、平原；西部中部科羅拉多州的洛磯山脈；以及西部南部亞利桑那州的紀念碑山谷。
電影每個段落都有豪邁大氣的場面；例如「急流」：湍流瀑布行舟（亨利·海瑟威）；「平原」：篷車隊與印第安人在原野上追逐（亨利·海瑟威）；「南北戰爭」：內戰場景（約翰·福特）；「鐵路」：印第安人驅趕數量極其驚人的美洲野牛（喬治·馬歇爾）；「非法之徒」：火車上的警匪對決（亨利·海瑟威）。

### 演員
由於此片時空開闊，由眾多演員來分飾眾多角色。多達24位的主要演員列表，除了旁白以外，依照演員重要性，僅分為「Starring」和「Co-Starring」兩類層級；同一層級內，均按照姓氏開頭字母順序排列。這點與通常的電影作法不同。眾演員之中，以黛比·雷諾及喬治·比柏戲份最重。黛比·雷諾演出20歲左右到70歲左右的莉莉絲·普萊史考特，出現在「急流」、「平原」、「非法之徒」；是全部情節中，惟一從頭到尾都存活的角色。喬治·比柏飾演齊伯·羅林，出現在「南北戰爭」、「鐵路」、「非法之徒」；是除了旁白外，惟一一位與三位導演都有實質合作的主要演員。

## 其他特色
《平西誌》雖然有將美國西部史實「神話化」的傾向，而且仍採用白種人的史觀。不過在「鐵路」段落中，表現白人與印第安人衝突時，提到了印第安人也願意維持和平，但是白人毀約在先，有其理虧之處。並且裡面的夏安族、蘇族人，都是找到真實的印第安人來參與演出。而不是像在過去多數電影中，印第安人由白人塗了油彩充當，並且被描寫為完全的反派。
這部電影裡面的西部女性，以普萊史考特姊妹為主，雖然人物並不多，但是她們的形象：聰明、勇敢、果決、懂得保護自己、有能力決定自己的命運；她們會謀生、遠行、划船、駕駛篷車、開墾農場、甚至會打架。普萊史考特姊妹的重要性，與羅林父子一般，是貫穿整個故事的主線。這些特色，與以往大部分西部、冒險影片中的「花瓶」女主角相較，顯得相當難能可貴。

## 得獎
《平西誌》上映時得到巨大的票房成功。
此片在1964年一共得到奧斯卡金像獎的三個獎項：最佳原创剧本奖、最佳剪辑奖、最佳混音奖；也獲得五項提名：最佳影片奖、最佳艺术指导奖、最佳攝影獎、最佳服装设计奖、最佳原创音乐奖等。依照美國影藝學院以往的頒獎情況，西部片一向鮮少在奧斯卡獎項得到提名，得獎更屬鳳毛麟角；《平西誌》的確是異數。
這部影片也因為它「文化上、歷史上、美學上」的重要價值，被選為美國國家電影保護局指定收藏。

## 外部連結
- 開眼電影網上《西部開拓史》的資料（繁體中文）
- 豆瓣电影上《西部開拓史》的資料 （简体中文）
- 时光网上《西部開拓史》的資料（简体中文）
- AllMovie上《西部開拓史》的资料（英文）
- 爛番茄上《西部開拓史》的資料（英文）
- Box Office Mojo上《西部開拓史》的資料（英文）
- TCM电影资料库上《西部開拓史》的资料（英文）
- 互联网电影数据库（IMDb）上《西部開拓史》的资料（英文）